# 에만 엘 가말
에만 엘 가말 (إيمان الجمال, Eman El Gammal, 1981년 9월 30일 ~) 은 이집트의 플뢰레 펜싱 선수이다. 그녀는 2012년 하계 올림픽에서 여자 플뢰레 개인전과 단체전에 출전하였다. 그러나, 그녀는 개인전 64강에서 베네수엘라의 호아나 푸엔마요르에게 9-15로 패해 탈락하였다.